# Attaque de Kobé
Guerre du Mali
Batailles
L'attaque de Kobé a lieu le 7 février 2025 pendant la guerre du Mali.

## Déroulement
Le 7 février 2025, un convoi sort de la ville de Gao et se met en route pour Ansongo, situé à 90 kilomètres au sud. D'après Human Rights Watch, ce convoi est constitué de 19 véhicules civils transportant plus de 100 civils avec pour escorte cinq camionnettes militaires et plusieurs motos transportant des soldats maliens et des miliciens. L'AFP et RFI évoquent pour leurs parts, d'après des sources locales, 22 minibus, six gros bus et huit camions escortés par une dizaine de véhicules de l'armée malienne et du Groupe Wagner. Les civils sont pour la plupart des orpailleurs, en majorité étrangers, qui cherchent à se rendre sur un site proche de la mine d'or artisanale d'Intahaka, non loin de la frontière avec le Niger,.
Arrivé à 35 kilomètres au sud de Gao, le convoi est attaqué par des djihadistes au niveau d'une barrière gardée par des membres d'un groupe local d'autodéfense près du village de Kobé. Les assaillants surgissent des deux côtés de la route et ouvrent le feu sans faire de distinction entre les militaires et les civils. Cinq camions sont détruits et les autres véhicules rebroussent chemin. Les blessés civils sont amenés à l'hôpital de Gao, tandis que les blessés militaires sont transportés à Sévaré. 
L'attaque n'est pas revendiquée, mais elle menée dans la zone d'action de l'État islamique dans le Grand Sahara,.
Après l'attaque de Kobé, les transporteurs de la région de Gao se mettent grève pendant 24 heures pour exiger la fin des escortes et demander une augmentation du nombre de patrouilles et de postes de contrôle de l'armée.

## Pertes
Dans un communiqué publié le soir du 8 février, l'armée malienne déclare que trois véhicules seulement ont été atteints « causant la mort de 25 civils » et en blessant 13 autres,. Elle déclare également que « 19 corps de terroristes abandonnés » ont été trouvés lors des opérations de ratissage,.
Les 8 et 9 février, l'AFP et RFI rapportent que plusieurs sources font état d'au moins 30 morts,. Le 24 février, RFI indique qu'une vingtaine de soldats ont également été tués ou blessés d'après des sources locales.
Le 21 février, Human Rights Watch donne un bilan d'au moins 34 civils tués, dont 13 Maliens et 21 étrangers, et 34 blessés, dont 20 Maliens et 14 étrangers pour la plupart nigériens,.